# 龙长安
龙长安（?—?），8世纪的焉耆（今新疆维吾尔自治区焉耆回族自治县）大首领。
唐朝在西域设立安西四镇。焉耆国设立焉耆州都督府。国王担任都督，汉人镇守焉耆镇。开元二十五年（737年）正月甲午，焉耆大首领龙长安、牂牁大酋长赵君道、波斯王子继忽娑到长安朝见唐朝皇帝唐玄宗。 